# Siân Phillips
Siân Phillips (IPA: [ˈʃɑːn]); eredeti nevén Jane Elizabeth Ailwên Phillips (Gwaun-Cae-Gurwen, Glamorgan, Wales, Egyesült Királyság, 1933. április 14. – ) walesi születésű brit színpadi és filmszínésznő, húsz éven át Peter O’Toole felesége. Több, mint hét évtizedes pályafutása során kiemelkedő színpadi sikereket aratott és 120-nál több filmben szerepelt. A walesi nyelvű színjátszás pártfogója és támogatója. Több szakmai elismerés birtokosa, a Brit Birodalom Rendjének hölgye (DBE).

## Élete

### Származása, tanulmányai
Walesi családban született 1933-ban vagy 1934-ben. Anyja, Sally Thomas tanárnő volt. Apja, David Phillips acélipari munkásként dolgozott, később rendőr lett. Már tizenegy éves korában fellépett színpadi gyermekelőadásokon, és szerepelt a BBC rádióban is. Szép kiejtésű beszédéért 1944-ben megkapta a National Eisteddfod díjat. A pontardawe-i középiskolába járt, a Jane keresztnevet használta, tanárai kezdték Siânnak hívni, ami a Jane walesi nyelvű megfelelője.
Cardiffban, a Walesi Egyetemen  (University College of Wales) angol nyelvet, irodalmat és filozófiát tanult, 1955-ben kitüntetéssel végzett, majd 21 évesen ösztöndíjat szerzett a londoni Royal Academy of Dramatic Art (RADA) színiakadémiára. Osztálytársai között volt Diana Rigg és Glenda Jackson. A színiakadémián elnyerte a Bancroft-aranyérmet. Még főiskolai hallgatóként kapott filmajánlatokat, és hívták az Amerikai Egyesült Államokba, de ezeket elhárította, mert színpadi színésznő akart lenni.

### Színésznői pályája
17 évesen megjelent a BBC televízióban, 18 évesen megnyert egy walesi színművészeti díjat. 1953–1955 között, még a Walesi Egyetemi hallgatójaként a BBC rádió walesi stúdiójának dolgozott, mint hírolvasó és bemondó.
1953-ban, még a walesi egyetem hallgatójaként és a National Theatre Company színtársulatának tagjaként járta Wales-t, eredeti walesi nyelvű darabokban és angol nyelvű klasszikus darabokban játszott, a Walesi Művészeti Tanács (Wales Art Council) megbízásából. 1954 telén, 19 évesen egy autóbalesetben súlyosan megsérült az arca, a kor plasztikai sebészetének úttörője, Sir Archibald McIndoe új-zélandi sebész hozta helyre.
Végzett színésznőként 1957-ben egy londoni színpadon debütált Henrik Ibsen Hedda Gabler c. drámájában. 1958-ban Coventryben, Bryan Bailey frissen megnyílt Belgrade Színházában Shaw Szent Johannájában a címszereplő Jeanne d’Arc-ot ohannát alakította, játékát a kritikusok kiemelkedőnek értékelték. 1960-1961-ben a Royal Shakespeare Company tagjaként stratfordi Shakespeare Memorial színházban az Amalfi hercegnőben Júliát alakította, ugyanebben a szerepben lépett színpadra 1960 decemberében a londoni Aldwych Színház megnyitóján. 1997-ben Marlene Dietrichet alakította a Pam Gems szerző Marlene – a Tribute to Dietrich című életrajzi drámájában, több londoni színház és a New York-i színpadain. A broadway-i alakításért Tony-díjra jelölték.
Számos filmben és televíziós produkcióban szerepelt. Nagy sikerű szerepe volt Livia alakítása a BBC Én, Claudius c. Robert Graves-adaptációjában (1976), ezért az szerepért 1977-ben elnyerte a legjobb színésznőnek járó BAFTA-díjat.
1963-ben akkori férjével, Peter O’Toole-lal és Richard Burtonnel együtt szerepelt (mint Gwendolen) a Becket c. történelmi filmdrámában. 1964-ben Ursula Mossbankot játszotta a Viszlát, Mr. Chips! című romantikus zenés filmben, és Peter Yates rendező 1971-es Murphy háborúja című háborús kalandfilmben, mindkettőben Peter O’Toole-lal együtt.
1981-ben Clementine Spencer-Churchillt, Winston Churchill feleségét játszotta a Winston Churchill: The Wilderness Years c. életrajzi filmben, Robert Hardy mellett. 1979-ben és 1981-ben a hűtlen Lady Ann Smiley-ként szerepelt Alex Guiness mellett a BBC Az áruló (Tinker Tailor Soldier Spy és a Smiley’s People című kémfilm-sorozatokban, melyeket John le Carré hasonló című regényeiből készítettek. (A Tinker Tailor Soldier Spy történet 2011-es angol–francia–német–magyar remake-jének magyar címe Suszter, szabó, baka, kém). 1980-ban Lady Ripon volt a Vaclav Nyizsinszkij életéről szóló Nijinsky-filmben. Az 1981-es Titánok harca c. ókori mítikus kalandfilmben Kassziopeia királynét alakította. 1984-ben szerepelt David Lynch rendező Dűne című, nemzetközi sikerű háromrészes science-fiction kalandfilmjében, mint Gaius Helen Mohiam Tisztelendő Anya, a bűverejű nőtestvériség vezető asszonya. 1998-ban az Alice Tükörországban c. gyermekfilmben ő volt a Vörös Királynő, 2006-ban a Kisvárosi gyilkosságok bűnügyi sorozat „Rókavadászat” (Vixen’s Run) c. epizódjában egy kérlelhetetlenül gyakorlatias arisztokrata hölgyet alakít, aki szisztematikusan kiirtja a család nem megfelelő pedigrével rendelkező, oda nem illőnek minősített tagjait.
Az ezredfordulón Phillips kiadta önéletrajzát két kötetben, 1999-ben az elsőt „Public Places”, 2001-ben a másodikat „Private Faces” cím alatt. Kiadott egy CD-t is, ahol ő maga énekel („And So It Goes”).
2005-ben a walesi British Academy of Film and Television Arts megalapította a Siân Phillips-díjat (Tlws Sian Phillips Award), amelyet azóta évente adományoznak egy olyan walesi személynek, aki kiemelkedő teljesítményt nyújt egy mozifilmben vagy televíziós produkcióban.
Phillips aktívan dolgozik az ismert walesi személyiségek által létrehozott Social, Welsh and Sexy nevű regionális társadalmi szervezet javára. 1992 óta tagja a Walesi Nemzeti Színház és a Walesi Zenei és Drámai Kollégium igazgatótanácsának, tagja a Szent Dávid Alapítvány felügyelőbizottságának, megkapta a carnervoni National Eisteddfod és a Gorsedd of Bards walesi kitüntetéseket, a walesi drámai színjátszásért végzett munkájáért. Tagja a Druidák Nagytiszteletű Rendjének (Honorary Order of the Druids).
Megszólalásaiban támogatja és ösztökéli a walesi nyelv használatát a közbeszédben. (Önéletrajzában azt írta, hogy gyermekkorában a walesi nyelven korábban tanult meg, mint angolul). Bár Jane-nek keresztelték, keresztnevének walesi formáját (Siân) akkor választotta művésznevének, amikor színpadi színésznőként debütált.

### Elismerései, kitüntetései
1970-ben a brit kritikusok szakmai társasága az 1969-es Viszlát, Mr. Chips!-ben nyújtott alakításáért a legjobb mellékszereplőnek jártó kitüntetést adományozta Phillipsnek. Ugyanezért a filmszerepért, ugyancsak 1970-ben jelölték a legjobb mellékszereplőnek járó Golden Globe-díjra is. 1977-ben megkapta a legjobb színésznőnek járó BAFTA-díjat a Herbert Wise által rendezett Én, Claudius minisorozatban játszott Livia-szerepéért. Ugyanezért az alakításért megkapta az RTS Televíziós díját és a brit Royal Television Society díját is. 2001-ben a walesi BAFTA díjosztóján különdíjat kapott.
2000 júniusában a királynő hivatalos születésnapján Erzsébet királynőtől megkapta a Brit Birodalom Rendje kitüntetés parancsnoki fokozatát (CBE). A 2016-os újév napján a királynő a rend hölgyparancsnoki (Dame Commander, DBE) fokozatával – a lovagparancsnoki fokozat női megfelelőjével – tüntette ki, azóta jogosult a „Dame” előnevet (a „Sir” női megfelelőjét) viselni.

### Magánélete
Első férje Don Roy volt, a Walesi Egyetem posztgraduális hallgatója. 1956–1959 között éltek együtt.
Második házasságát 1959 decemberében kötötte nagy szerelmével, Peter O’Toole ír színésszel, akitől két leánya született, Katherine „Kate” O’Toole (1960) és Patricia „Pat” O’Toole (1963). Kate színésznő lett, Patricia színházi menedzser. A család lakóhelye egy ideig Írországban volt, azután Londonba költöztek. A szülők 1979-ben elváltak. Későbbi önéletrajzában Phillips „viharosnak” nevezte Peter O’Toole-lal eltöltött két évtizedét.
Harmadik férjével, a nála 18 évvel fiatalabb Robin Sachs (*1951) angol színésszel 1979–1991 között élt együtt.

## Főbb filmjei
- 1958: Granite, tévéfilm; Judith
- 1959: A Quiet Man, tévéfilm; Megan
- 1962: A leghosszabb nap (The Longest Day); WRNS-tiszt
- 1964: Becket; Gwendolen
- 1965: A fiatal Cassidy (Young Cassidy); Ella
- 1969: Viszlát, Mr. Chips! (Goodbye, Mr. Chips); Ursula Mossbank
- 1971: Murphy háborúja (Murphy’s War); Hayden
- 1971: A mi erdőnk alján (Under Milk Wood); Mrs. Ogmore-Pritchard
- 1974: Jennie (Jennie: Lady Randolph Churchill), tévé-minisorozat; Mrs. Patrick Campbell
- 1976: Én, Claudius (I, Claudius), tévé-minisorozat; Livia
- 1978: Warrior Queen, tévésorozat; Boudica királynő
- 1979: Az áruló (Tinker Tailor Soldier Spy), tévé-minisorozat; Ann Smiley
- 1980: Meghökkentő mesék (Tales of the Unexpected), tévésorozat, Back for Christmas c. epizód, Hermione
- 1981: Titánok harca (Clash of the Titans); Kassziopeia
- 1982: Smiley népe (Smiley’s People), tévé-minisorozat; Lady Ann Smiley
- 1984: Dűne (Dune); Gaius Helen Mohiam Tisztelendő Anya
- 1985: A doktor és az ördögök (The Doctor and the Devils); Annabella Rock
- 1985: Harc az Endor bolygón (Ewoks: The Battle for Endor); Charal
- 1989: Valmont; Madame de Volanges
- 1992: Chesterfield lovagjai (Covington Cross), tévésorozat; Lady Isabel
- 1993: Heidi, tév-minisorozat; Frau Sesemann
- 1993: Az ártatlanság kora (The Age of Innocence); Mrs Archer
- 1995: Tétova szív (The Vacillations of Poppy Carew), tévéfilm; Calypso
- 1997: Ivanhoe, tévé-minisorozat; Eleonóra királyné
- 1998: A szájkosár (The Scold’s Bridle), tévé-minisorozat; Mathilda Gillespie
- 1998: Alice Tükörországban (Alice Through the Looking Glass); a Vörös Királynő
- 1999: Arisztokraták (Aristocrats), tévé-minisorozat; Lady Emily
- 1999: A varázsló háza (The Magician’s House), tévésorozat; Meg Lewis
- 1997–20001: Nikita, a bérgyilkosnő (La femme Nikita); Adrianne
- 2000: The Magician’s House II, tévésorozat; Meg Lewis
- 2001: Attila, Isten ostora (Attila); tévé-minisorozat; nagymama
- 2005: Gyilkosok szobája (The Murder Room), tévé-minisorozat; Marie Strickland
- 2006: Kisvárosi gyilkosságok (Midsomer Murders), tévésorozat, Vixen’s Run epizód, Lady Annabel Butler
- 2007: Holby Városi Kórház (Holby City), tévésorozat; Lily Sinclair
- 2008: Agatha Christie: Poirot, tévésorozat, Mrs. McGinty meghalt c. epizód; Mrs Upward
- 2011: Lewis – Az oxfordi nyomozó (Lewis), tévésorozat; Adele Goffe
- 2014: A mi erdőnk alján (Under Milk Wood), tévéfilm; Mrs. Pugh
- 2017: Baleseti sebészet (Casualty), tévésorozat; Bridget Haas
- 2017: C.B. Strike (Strike), tévésorozat; Lady Yvette Bristow
- 2017: Hochelaga, a szellemek földje (Hochelaga, Terre des Âmes); Sarah Walker
- 2018: Miss Dalí; Anna Maria Dalí
- 2018: Doktorok (Doctors), tévésorozat; Joan Bartlett
- 2020: Summerland; Margot Corey
- 2020–2021: A bizalom ára (Keeping Faith), tévésorozat; Judge Owens

## További információ
- Siân Phillips a PORT.hu-n (magyarul)
- Siân Phillips az Internetes Szinkronadatbázisban (magyarul)
- Siân Phillips az Internet Movie Database-ben (angolul)
- Siân Phillips a Rotten Tomatoeson (angolul)
- Siân Phillips az AlloCiné weboldalán (franciául)
- Siân Phillips Profile. Famousfix.com. (Hozzáférés: 2023. január 18.)
- Peter O’Toole with Sian Phillips. 20 Years of Marriage (videoklip). YouTube.com. (Hozzáférés: 2021. június 17.)